# Торонтонська капела бандуристів

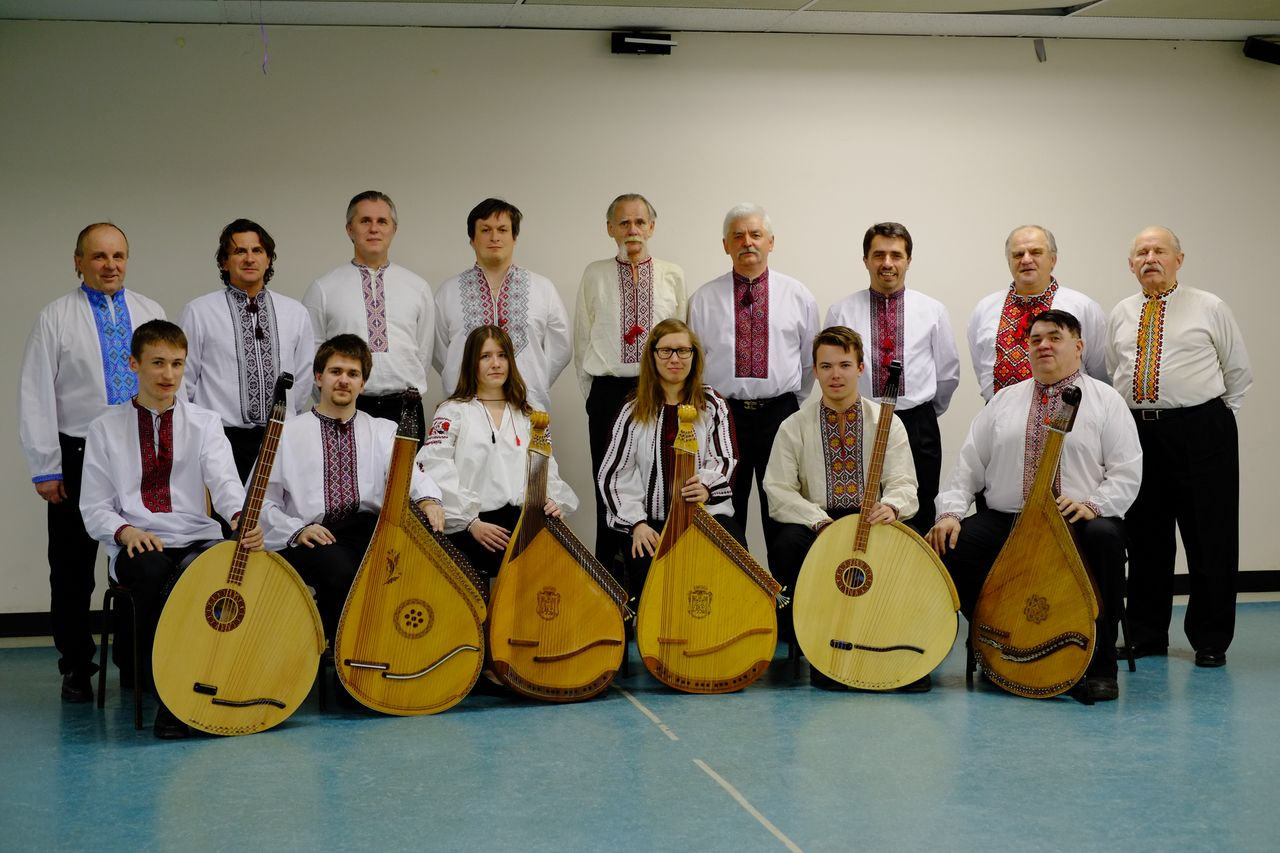
Торонтонська капела бандуристів, 2014 рік

Торонтонська капе́ла кандури́стів — колектив, створений 1991 року в Канаді Віктором Мішаловим.

## Історія
Колектив був створений як чоловічий хоровий ансамбль в супроводі оркестрової групи бандури в 1991 р.
Уперше Капела бандуристів виступила 8 січня 1992 року . 
З 1993 р деякий час капела існувала як ансамбль мішаного складу. 
В 2001 року знову перейшла на чоловічий склад.
В 2013 р. відновила свою діяльність як колектив мішаного складу.

## Особливості
Капела бандуристів відрізняється від інших капел тим, що активно продовжує плани Гната Хоткевича, граючи на бандурах харківського типу, які зроблені у Канаді майстром Василем Вецалом. Капела прагне наслідувати досягнення Полтавської капели бандуристів.

## Мистецьке керівництво
∗ Віктор Мішалов — художній керівник (1991- )